# Алькантара (Касерес)
Алькантара (ісп. Alcántara) — муніципалітет в Іспанії, у складі автономної спільноти Естремадура, у провінції Касерес. Населення — 1630 осіб (2010).

## Географія
Муніципалітет розташований на португальсько-іспанському кордоні.
Муніципалітет розташований на відстані близько 280 км на захід від Мадрида, 50 км на північний захід від Касереса.
На території муніципалітету розташовані такі населені пункти: (дані про населення за 2010 рік)
- Алькантара: 1548 осіб
- Есторнінос: 31 особа
- Побладо-де-Ібердрола: 51 особа

## Демографія
Динаміка населення (INE ):

## Галерея зображень

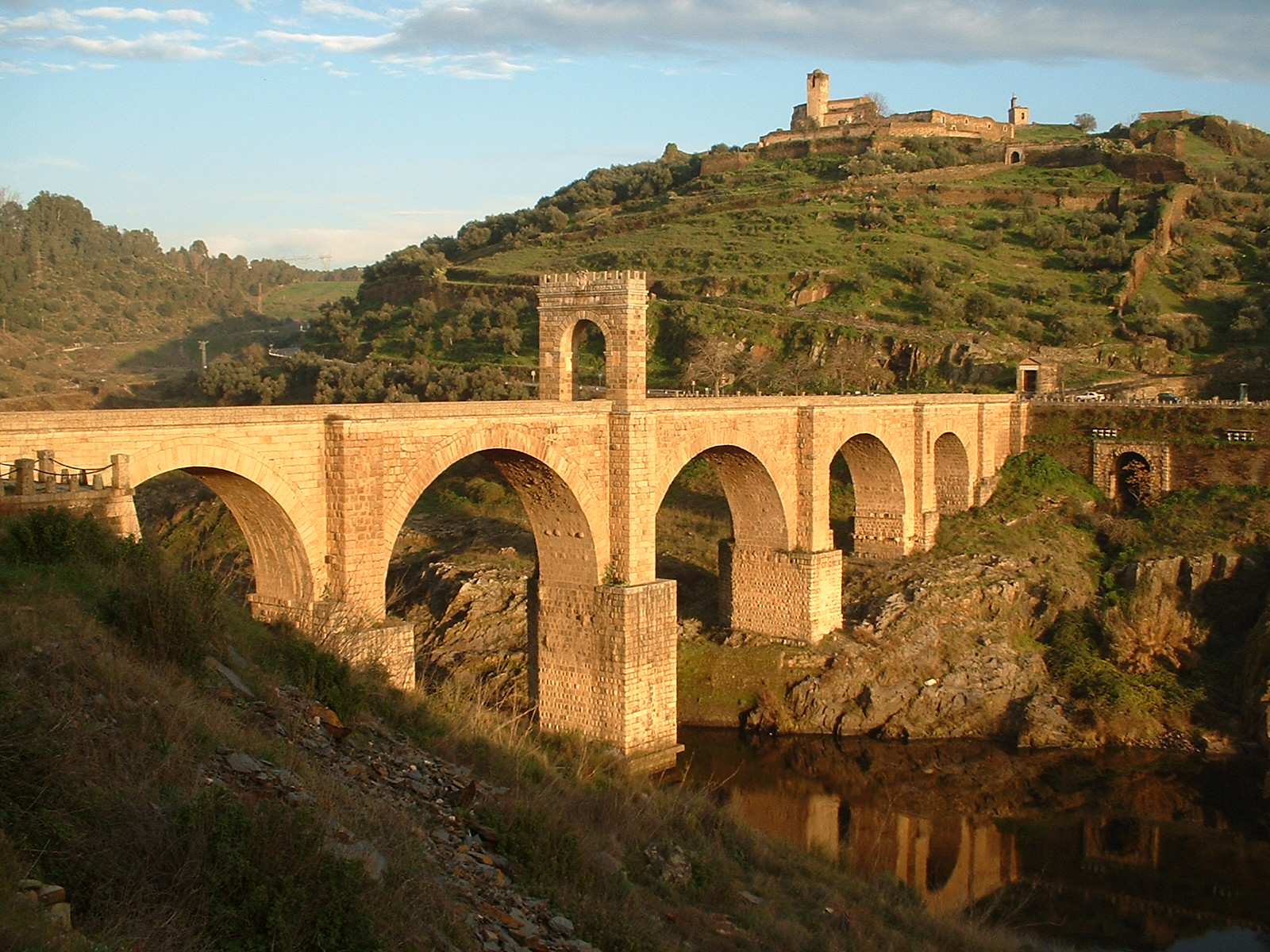
Міст у Алькантарі, побудований у 104-106 рр.н.е.
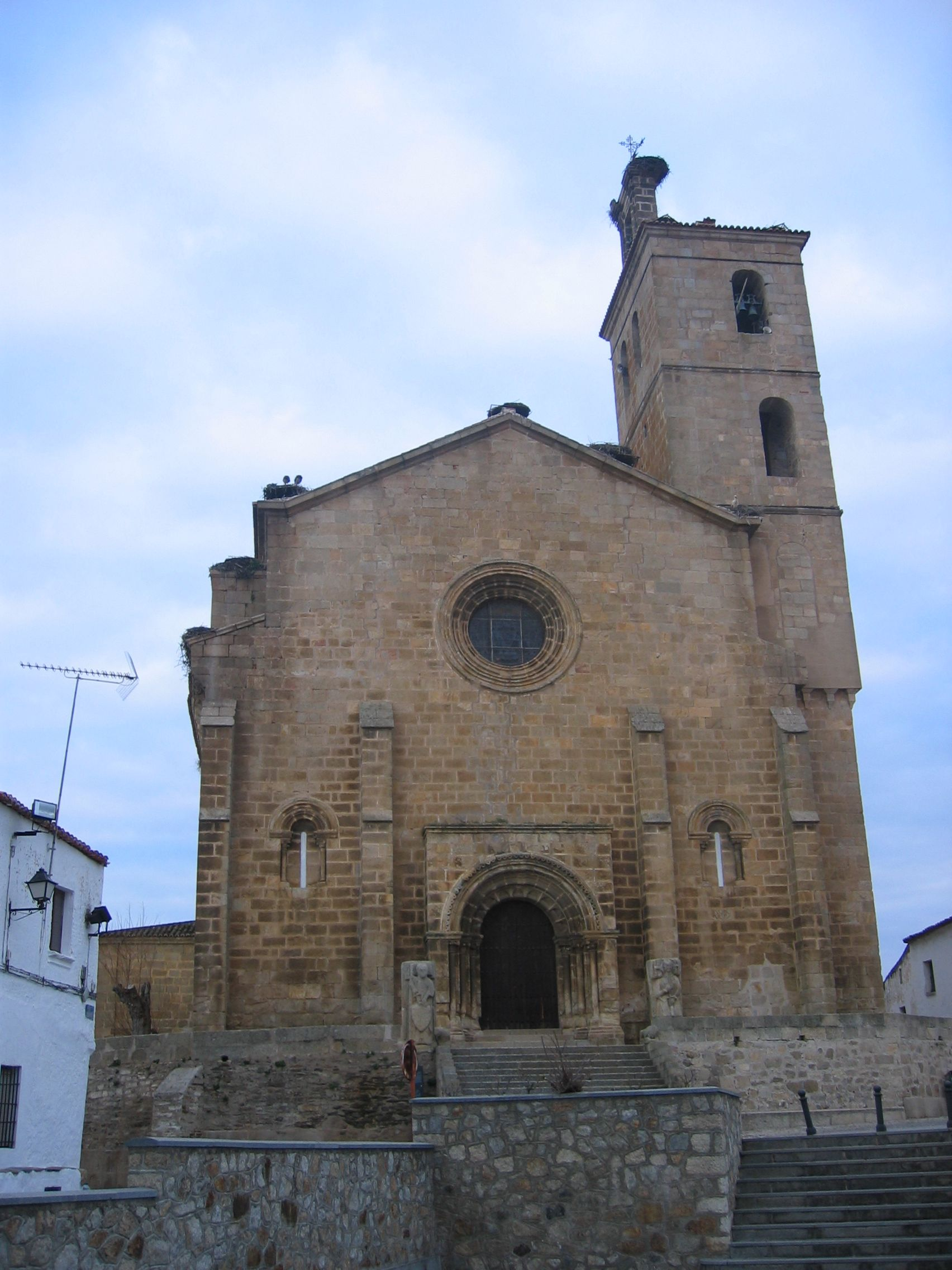
Церква Санта-Марія-де-Альмоковар